# Митропольский, Юрий Алексеевич
Ю́рий Алексе́евич Митропо́льский (21 декабря 1916 (3 января 1917), село Шишаки, ныне Полтавская область — 14 июня 2008, Киев) — советский и украинский математик, внёсший вклад в развитие асимптотических методов нелинейной механики.
Доктор технических наук (1951), профессор (1953), действительный член Академии наук Украины (1961), заслуженный деятель науки УССР (1967), действительный член Академии наук СССР (1984), действительный член Научного общества имени Тараса Шевченко (1992), иностранный академик-корреспондент Академии наук в Болонье (Италия, 1971). Герой Социалистического Труда (1986) и Герой Украины (2007).

## Биография
Родился 3 января 1917 года в селе Шишаки ныне Гоголевского района Полтавской области.
В 1932 году экстерном окончил 7-летнюю школу в Киеве и поступил на работу на Киевский консервный завод. В 1938 году окончил 10-й класс средней школы и в этом же году поступил на механико-математический факультет Киевского государственного университета имени Т. Г. Шевченко.
В период учёбы серьёзно относился к военным занятиям: в школе получил значок «Ворошиловский стрелок» 2-й степени, а в университете окончил снайперские курсы. Участник Великой Отечественной войны. 7 июля 1941 года был призван в армию и направлен в город Чугуев, в 39-й запасной автобронетанковый полк ЮЗФ.
В октябре 1941 года вышел приказ наркома обороны С. К. Тимошенко о предоставлении отпуска всем студентам институтов 4-х и 5-х курсов для окончания учёбы с последующим направлением их в военные училища и военные академии. Митропольский направился в Казахстан, куда в город Кзыл-Орда был эвакуирован Киевский университет. В марте 1942 года Юрий Митропольский успешно сдал все экзамены в Казахском государственном университете имени С. М. Кирова и был направлен в Рязанское артиллерийское училище в город Талгар, которое окончил в марте 1943 года и в звании лейтенанта был направлен на фронт. Воевал в Прибалтике в составе 137-й армейской пушечной артиллерийской бригады 1-й ударной армии, в августе 1944 и июне 1945 был награждён двумя орденами Красной Звезды (в наградных документах значится национальность «русский»), войну закончил адъютантом командира бригады.
После демобилизации в феврале 1946 года Ю. А. Митропольский начал трудиться в Академии наук Украины в Киеве. За это время работал младшим научным сотрудником (1946—1948), старшим научным сотрудником в Институте строительной механики АН УССР (1949—1951). С 1951 года трудился в Институте математики АН УССР: старший научный сотрудник (1951—1953), заведующий отделом (1953—1956), заместитель директора по научной части (1956—1958), директор института (1958—1988), почётный директор института (с 1988 года).
Одновременно с работой в Институте математики он возглавлял в президиуме АН УССР ряд отделений: физико-математических наук (1961—1963), математики, механики и кибернетики (1963—1982), математики и механики (1982—1986), математики (1986—1990).
С 1991 года был советником президиума Национальной академии наук Украины.
Жил в Киеве, умер 14 июня 2008 года, похоронен на Байковом кладбище.

### Семья
- Отец — Митропольский Алексей Саввич (1883—1936), участник Первой мировой войны.
- Мать — Митропольская (урож. Чарныш) Вера Васильевна (1885—1947).
- Супруга — Митропольская (урож. Лихачёва) Александра Ивановна (1920—2001)[6].
- Дети — сын Алексей Юрьевич (1942—2021[7]) — геолог, член-корреспондент НАН Украины (2003), Заслуженный деятель науки и техники Украины (2007), дочь Надежда Юрьевна (род. 1948).

## Научная деятельность
Ученик Н. Н. Боголюбова. Основные работы связаны с развитием теории нелинейных колебаний, в том числе с развитием асимптотических методов нелинейной механики. Результаты исследований обобщены в около 300 научных публикациях в отечественных и зарубежных журналах и в 30 индивидуальных и коллективных монографиях, в том числе:
- Боголюбов Н. Н., Митропольский Ю. А. «Асимптотические методы в теории нелинейных колебаний». — Москва: Гостехиздат, 1955. (Переведена на английский, французский, немецкий, китайский и японский языки.)
- Митропольский Ю. А. «Нестационарные процессы в нелинейных колебательных системах». — Киев: Изд-во АН УССР, 1955.
- Митропольский Ю. А. «Проблемы асимптотической теории нестационарных колебаний». — Москва: Наука, 1964.
- Боголюбов Н. Н., Митропольский Ю. А., Самойленко А. М. «Метод ускоренной сходимости в нелинейной механике». — Киев: Наукова думка, 1969.
- Митропольский Ю. А. «Метод усреднения в нелинейной механике». — Киев: Наукова думка, 1971.
- Митропольский Ю. А., Боголюбов Н. Н. (мл.), Прикарпатский А. К., Самойленко В. Г. Интегрируемые динамические системы: спектральные и дифференциально-геометрические аспекты. — Киев: Наукова думка, 1987.
- Гребеников Е. А., Митропольский Ю. А., Рябов Ю. А. «Введение в резонансную аналитическую динамику». — М.: Янус-К, 1999.
- Митропольский Ю. А. «Нелинейная механика. Одночастотные колебания». — Киев: Ин-т матем. НАН Украины, 1997.

Научные результаты, полученные Ю. А. Митропольским, вошли в ряд фундаментальных отечественных и зарубежных монографий, в том числе:
- Сборник «Вибрации в технике» (1978).
- Моисеев Н. Н. «Асимптотические методы нелинейной механики». — Москва: Наука, 1969.

Работал в Институте математики АН УССР. Член редколлегии журнала «Дифференциальные уравнения». Главный редактор Украинского математического журнала.
Подготовил 87 кандидатов наук.

## Награды и премии
- Герой Социалистического Труда (1986).
- Герой Украины (с вручением Ордена Державы, 18.01.2007 — за исключительный личный вклад в укрепление научного потенциала Украины, выдающиеся достижения в развитии и организации фундаментальных исследований в области математики, многолетнюю плодотворную научную деятельность)[9].
- Награждён орденами Ленина, Октябрьской Революции, Отечественной войны II степени, Трудового Красного Знамени (5.01.1977), двумя орденами Красной Звезды, украинским орденом «Князя Ярослава Мудрого» V (1997)[10] и IV (2002)[11] степеней, а также медалями.
- Золотая медаль имени А. М. Ляпунова (1986) — за цикл работ «Асимптотические методы нелинейной механики».
- Лауреат Ленинской премии (1965), Государственной премии УССР в области науки и техники (1980), Государственной премии Украины в области науки и техники (1997).
- Премия имени Н. М. Крылова.
- Золотая медаль им. В. И. Вернадского НАН Украины (2006).